# Tour de Dubai 2018
La 5.ª edición del Tour de Dubai fue una carrera de ciclismo en ruta por etapas que se celebró en los Emiratos Árabes Unidos entre el 6 y el 10 de febrero de 2018 sobre un recorrido de 841 kilómetros dividido en 5 etapas, con inicio y final en la ciudad de Dubái.
La prueba pertenece al UCI Asia Tour 2018 dentro de la categoría 2.HC (máxima categoría de estos circuitos).

## Equipos participantes
Tomaron parte en la carrera 16 equipos: 9 de categoría UCI WorldTeam invitados por la organización; 5 de categoría Profesional Continental; 1 de categoría Continental y la selección nacional de los Emiratos Árabes Unidos. Formando así un pelotón de XXX ciclistas de los que acabaron XXX. Los equipos participantes fueron:
| WorldTeams (9)- Astana - Bahrain-Merida - BMC Racing Team - Quick-Step Floors - Dimension Data - Katusha-Alpecin - Lotto NL-Jumbo - Trek-Segafredo - UAE Team Emirates Equipos continentales profesionales (5)- Aqua Blue Sport - Cofidis, Solutions Crédits - Rally Cycling - Team Novo Nordisk - Wilier Triestina-Selle Italia Equipo continental- Mitchelton-BikeExchange Equipo nacional- Emiratos Árabes Unidos |
| |

## Recorrido
La Tour de Dubai dispuso de cinco etapas para un recorrido total de 841 kilómetros, dividido en 4 etapas llanas y una etapa de media montaña.
| Etapa     | Fecha     | Recorrido              | type            | Distancia (km) | Ganador           | Líder             |
| --------- | --------- | ---------------------- | --------------- | -------------- | ----------------- | ----------------- |
| 1.ª etapa | 6 de feb  | Dubái – Palma Jumeirah | etapa llana     | 167            | Dylan Groenewegen | Dylan Groenewegen |
| 2.ª etapa | 7 de feb  | Dubái – Ras al-Jaima   | etapa llana     | 190            | Elia Viviani      | Dylan Groenewegen |
| 3.ª etapa | 8 de feb  | Dubái – Fuyaira        | etapa llana     | 180            | Mark Cavendish    | Elia Viviani      |
| 4.ª etapa | 9 de feb  | Dubái – Hatta          | etapa escarpada | 172            | Sonny Colbrelli   | Elia Viviani      |
| 5.ª etapa | 10 de feb | Dubái – Dubái          | etapa llana     | 132            | Elia Viviani      | Elia Viviani      |

## Desarrollo de la carrera

### 1.ª etapa
| Dubái - Palma Jumeirah | etapa llana | (167 km) |

| \| Clasificación de la etapa \| Clasificación de la etapa \| Clasificación de la etapa \| Clasificación de la etapa \| Clasificación de la etapa \| \| Ciclista \| Ciclista \| Equipo \| Tiempo \| \| \| ------------------------- \| ------------------------- \| -------------------------- \| ------------------------- \| ------------------------- \| \| 1.º \| Dylan Groenewegen \| LottoNL-Jumbo \| 3 h 51 min 35 s \| \| \| 2.º \| Magnus Cort \| Astana \| + 0 s \| \| \| 3.º \| Elia Viviani \| Quick-Step Floors \| + 0 s \| \| \| 4.º \| Alexander Kristoff \| UAE Team Emirates \| + 0 s \| \| \| 5.º \| Nacer Bouhanni \| Cofidis, Solutions Crédits \| + 0 s \| \| \| 6.º \| Jacob Hennessy \| Mitchelton-BikeExchange \| + 0 s \| \| \| 7.º \| Eric Young \| Rally Cycling \| + 0 s \| \| \| 8.º \| Sonny Colbrelli \| Bahrain-Merida \| + 0 s \| \| \| 9.º \| Andrea Peron \| Team Novo Nordisk \| + 0 s \| \| \| 10.º \| Loïc Vliegen \| BMC Racing Team \| + 0 s \| \| |                    |                            |                 |
| |                    |                            |                 |
| |                    |                            |                 |
| Clasificación de la etapa |                    |                            |                 |
| Ciclista | Ciclista           | Equipo                     | Tiempo          |
| 1.º | Dylan Groenewegen  | LottoNL-Jumbo              | 3 h 51 min 35 s |
| 2.º | Magnus Cort        | Astana                     | + 0 s           |
| 3.º | Elia Viviani       | Quick-Step Floors          | + 0 s           |
| 4.º | Alexander Kristoff | UAE Team Emirates          | + 0 s           |
| 5.º | Nacer Bouhanni     | Cofidis, Solutions Crédits | + 0 s           |
| 6.º | Jacob Hennessy     | Mitchelton-BikeExchange    | + 0 s           |
| 7.º | Eric Young         | Rally Cycling              | + 0 s           |
| 8.º | Sonny Colbrelli    | Bahrain-Merida             | + 0 s           |
| 9.º | Andrea Peron       | Team Novo Nordisk          | + 0 s           |
| 10.º | Loïc Vliegen       | BMC Racing Team            | + 0 s           |

| \| Clasificación general \| Clasificación general \| Clasificación general \| Clasificación general \| Clasificación general \| \| Ciclista \| Ciclista \| Equipo \| Tiempo \| \| \| --------------------- \| --------------------- \| -------------------------- \| --------------------- \| --------------------- \| \| 1.º \| Dylan Groenewegen \| LottoNL-Jumbo \| 3 h 51 min 25 s \| \| \| 2.º \| Magnus Cort \| Astana \| + 4 s \| \| \| 3.º \| Elia Viviani \| Quick-Step Floors \| + 6 s \| \| \| 4.º \| Nathan Van Hooydonck \| BMC Racing Team \| + 7 s \| \| \| 5.º \| Alexander Kristoff \| UAE Team Emirates \| + 10 s \| \| \| 6.º \| Nacer Bouhanni \| Cofidis, Solutions Crédits \| + 10 s \| \| \| 7.º \| Jacob Hennessy \| Mitchelton-BikeExchange \| + 10 s \| \| \| 8.º \| Eric Young \| Rally Cycling \| + 10 s \| \| \| 9.º \| Sonny Colbrelli \| Bahrain-Merida \| + 10 s \| \| \| 10.º \| Andrea Peron \| Team Novo Nordisk \| + 10 s \| \| |                      |                            |                 |
| |                      |                            |                 |
| |                      |                            |                 |
| Clasificación general |                      |                            |                 |
| Ciclista | Ciclista             | Equipo                     | Tiempo          |
| 1.º | Dylan Groenewegen    | LottoNL-Jumbo              | 3 h 51 min 25 s |
| 2.º | Magnus Cort          | Astana                     | + 4 s           |
| 3.º | Elia Viviani         | Quick-Step Floors          | + 6 s           |
| 4.º | Nathan Van Hooydonck | BMC Racing Team            | + 7 s           |
| 5.º | Alexander Kristoff   | UAE Team Emirates          | + 10 s          |
| 6.º | Nacer Bouhanni       | Cofidis, Solutions Crédits | + 10 s          |
| 7.º | Jacob Hennessy       | Mitchelton-BikeExchange    | + 10 s          |
| 8.º | Eric Young           | Rally Cycling              | + 10 s          |
| 9.º | Sonny Colbrelli      | Bahrain-Merida             | + 10 s          |
| 10.º | Andrea Peron         | Team Novo Nordisk          | + 10 s          |

### 2.ª etapa
| Dubái - Ras al-Jaima | etapa llana | (190 km) |

| \| Clasificación de la etapa \| Clasificación de la etapa \| Clasificación de la etapa \| Clasificación de la etapa \| Clasificación de la etapa \| \| Ciclista \| Ciclista \| Equipo \| Tiempo \| \| \| ------------------------- \| ------------------------- \| ------------------------- \| ------------------------- \| ------------------------- \| \| 1.º \| Elia Viviani \| Quick-Step Floors \| 4 h 34 min 31 s \| \| \| 2.º \| Dylan Groenewegen \| LottoNL-Jumbo \| + 0 s \| \| \| 3.º \| Riccardo Minali \| Astana \| + 0 s \| \| \| 4.º \| Mark Cavendish \| Dimension Data \| + 0 s \| \| \| 5.º \| John Degenkolb \| Trek-Segafredo \| + 0 s \| \| \| 6.º \| Magnus Cort \| Astana \| + 0 s \| \| \| 7.º \| Alexander Kristoff \| UAE Team Emirates \| + 0 s \| \| \| 8.º \| Jean-Pierre Drucker \| BMC Racing Team \| + 0 s \| \| \| 9.º \| Sonny Colbrelli \| Bahrain-Merida \| + 0 s \| \| \| 10.º \| Adam Blythe \| Aqua Blue Sport \| + 0 s \| \| |                     |                   |                 |
| |                     |                   |                 |
| |                     |                   |                 |
| Clasificación de la etapa |                     |                   |                 |
| Ciclista | Ciclista            | Equipo            | Tiempo          |
| 1.º | Elia Viviani        | Quick-Step Floors | 4 h 34 min 31 s |
| 2.º | Dylan Groenewegen   | LottoNL-Jumbo     | + 0 s           |
| 3.º | Riccardo Minali     | Astana            | + 0 s           |
| 4.º | Mark Cavendish      | Dimension Data    | + 0 s           |
| 5.º | John Degenkolb      | Trek-Segafredo    | + 0 s           |
| 6.º | Magnus Cort         | Astana            | + 0 s           |
| 7.º | Alexander Kristoff  | UAE Team Emirates | + 0 s           |
| 8.º | Jean-Pierre Drucker | BMC Racing Team   | + 0 s           |
| 9.º | Sonny Colbrelli     | Bahrain-Merida    | + 0 s           |
| 10.º | Adam Blythe         | Aqua Blue Sport   | + 0 s           |

| \| Clasificación general \| Clasificación general \| Clasificación general \| Clasificación general \| Clasificación general \| \| Ciclista \| Ciclista \| Equipo \| Tiempo \| \| \| --------------------- \| --------------------- \| -------------------------- \| --------------------- \| --------------------- \| \| 1.º \| Dylan Groenewegen \| LottoNL-Jumbo \| 8 h 25 min 50 s \| \| \| 2.º \| Elia Viviani \| Quick-Step Floors \| + 2 s \| \| \| 3.º \| Nathan Van Hooydonck \| BMC Racing Team \| + 9 s \| \| \| 4.º \| Magnus Cort \| Astana \| + 10 s \| \| \| 5.º \| Riccardo Minali \| Astana \| + 12 s \| \| \| 6.º \| Alexander Kristoff \| UAE Team Emirates \| + 16 s \| \| \| 7.º \| Nacer Bouhanni \| Cofidis, Solutions Crédits \| + 16 s \| \| \| 8.º \| Sonny Colbrelli \| Bahrain-Merida \| + 16 s \| \| \| 9.º \| John Degenkolb \| Trek-Segafredo \| + 16 s \| \| \| 10.º \| Jacob Hennessy \| Mitchelton-BikeExchange \| + 16 s \| \| |                      |                            |                 |
| |                      |                            |                 |
| |                      |                            |                 |
| Clasificación general |                      |                            |                 |
| Ciclista | Ciclista             | Equipo                     | Tiempo          |
| 1.º | Dylan Groenewegen    | LottoNL-Jumbo              | 8 h 25 min 50 s |
| 2.º | Elia Viviani         | Quick-Step Floors          | + 2 s           |
| 3.º | Nathan Van Hooydonck | BMC Racing Team            | + 9 s           |
| 4.º | Magnus Cort          | Astana                     | + 10 s          |
| 5.º | Riccardo Minali      | Astana                     | + 12 s          |
| 6.º | Alexander Kristoff   | UAE Team Emirates          | + 16 s          |
| 7.º | Nacer Bouhanni       | Cofidis, Solutions Crédits | + 16 s          |
| 8.º | Sonny Colbrelli      | Bahrain-Merida             | + 16 s          |
| 9.º | John Degenkolb       | Trek-Segafredo             | + 16 s          |
| 10.º | Jacob Hennessy       | Mitchelton-BikeExchange    | + 16 s          |

### 3.ª etapa
| Dubái - Fuyaira | etapa llana | (180 km) |

| \| Clasificación de la etapa \| Clasificación de la etapa \| Clasificación de la etapa \| Clasificación de la etapa \| Clasificación de la etapa \| \| Ciclista \| Ciclista \| Equipo \| Tiempo \| \| \| ------------------------- \| ------------------------- \| -------------------------- \| ------------------------- \| ------------------------- \| \| 1.º \| Mark Cavendish \| Dimension Data \| 3 h 53 min 46 s \| \| \| 2.º \| Nacer Bouhanni \| Cofidis, Solutions Crédits \| + 0 s \| \| \| 3.º \| Marcel Kittel \| Katusha-Alpecin \| + 0 s \| \| \| 4.º \| Adam Blythe \| Aqua Blue Sport \| + 0 s \| \| \| 5.º \| Sonny Colbrelli \| Bahrain-Merida \| + 0 s \| \| \| 6.º \| Elia Viviani \| Quick-Step Floors \| + 0 s \| \| \| 7.º \| Alexander Kristoff \| UAE Team Emirates \| + 0 s \| \| \| 8.º \| Magnus Cort \| Astana \| + 0 s \| \| \| 9.º \| Riccardo Minali \| Astana \| + 0 s \| \| \| 10.º \| Dylan Groenewegen \| LottoNL-Jumbo \| + 0 s \| \| |                    |                            |                 |
| |                    |                            |                 |
| |                    |                            |                 |
| Clasificación de la etapa |                    |                            |                 |
| Ciclista | Ciclista           | Equipo                     | Tiempo          |
| 1.º | Mark Cavendish     | Dimension Data             | 3 h 53 min 46 s |
| 2.º | Nacer Bouhanni     | Cofidis, Solutions Crédits | + 0 s           |
| 3.º | Marcel Kittel      | Katusha-Alpecin            | + 0 s           |
| 4.º | Adam Blythe        | Aqua Blue Sport            | + 0 s           |
| 5.º | Sonny Colbrelli    | Bahrain-Merida             | + 0 s           |
| 6.º | Elia Viviani       | Quick-Step Floors          | + 0 s           |
| 7.º | Alexander Kristoff | UAE Team Emirates          | + 0 s           |
| 8.º | Magnus Cort        | Astana                     | + 0 s           |
| 9.º | Riccardo Minali    | Astana                     | + 0 s           |
| 10.º | Dylan Groenewegen  | LottoNL-Jumbo              | + 0 s           |

| \| Clasificación general \| Clasificación general \| Clasificación general \| Clasificación general \| Clasificación general \| \| Ciclista \| Ciclista \| Equipo \| Tiempo \| \| \| --------------------- \| --------------------- \| -------------------------- \| --------------------- \| --------------------- \| \| 1.º \| Elia Viviani \| Quick-Step Floors \| 12 h 19 min 38 s \| \| \| 2.º \| Mark Cavendish \| Dimension Data \| + 4 s \| \| \| 3.º \| Nathan Van Hooydonck \| BMC Racing Team \| + 7 s \| \| \| 4.º \| Magnus Cort \| Astana \| + 8 s \| \| \| 5.º \| Nacer Bouhanni \| Cofidis, Solutions Crédits \| + 8 s \| \| \| 6.º \| Loïc Vliegen \| BMC Racing Team \| + 8 s \| \| \| 7.º \| Marcel Kittel \| Katusha-Alpecin \| + 10 s \| \| \| 8.º \| Riccardo Minali \| Astana \| + 10 s \| \| \| 9.º \| Alexander Kristoff \| UAE Team Emirates \| + 14 s \| \| \| 10.º \| Sonny Colbrelli \| Bahrain-Merida \| + 14 s \| \| |                      |                            |                  |
| |                      |                            |                  |
| |                      |                            |                  |
| Clasificación general |                      |                            |                  |
| Ciclista | Ciclista             | Equipo                     | Tiempo           |
| 1.º | Elia Viviani         | Quick-Step Floors          | 12 h 19 min 38 s |
| 2.º | Mark Cavendish       | Dimension Data             | + 4 s            |
| 3.º | Nathan Van Hooydonck | BMC Racing Team            | + 7 s            |
| 4.º | Magnus Cort          | Astana                     | + 8 s            |
| 5.º | Nacer Bouhanni       | Cofidis, Solutions Crédits | + 8 s            |
| 6.º | Loïc Vliegen         | BMC Racing Team            | + 8 s            |
| 7.º | Marcel Kittel        | Katusha-Alpecin            | + 10 s           |
| 8.º | Riccardo Minali      | Astana                     | + 10 s           |
| 9.º | Alexander Kristoff   | UAE Team Emirates          | + 14 s           |
| 10.º | Sonny Colbrelli      | Bahrain-Merida             | + 14 s           |

### 4.ª etapa
| Dubái - Hatta | etapa escarpada | (172 km) |

| \| Clasificación de la etapa \| Clasificación de la etapa \| Clasificación de la etapa \| Clasificación de la etapa \| Clasificación de la etapa \| \| Ciclista \| Ciclista \| Equipo \| Tiempo \| \| \| ------------------------- \| ------------------------- \| -------------------------- \| ------------------------- \| ------------------------- \| \| 1.º \| Sonny Colbrelli \| Bahrain-Merida \| 3 h 40 min 50 s \| \| \| 2.º \| Magnus Cort \| Astana \| + 0 s \| \| \| 3.º \| Timo Roosen \| LottoNL-Jumbo \| + 0 s \| \| \| 4.º \| Alexander Kristoff \| UAE Team Emirates \| + 0 s \| \| \| 5.º \| Giacomo Nizzolo \| Trek-Segafredo \| + 0 s \| \| \| 6.º \| Elia Viviani \| Quick-Step Floors \| + 0 s \| \| \| 7.º \| Tom Bohli \| BMC Racing Team \| + 0 s \| \| \| 8.º \| Nacer Bouhanni \| Cofidis, Solutions Crédits \| + 0 s \| \| \| 9.º \| Loïc Vliegen \| BMC Racing Team \| + 0 s \| \| \| 10.º \| Nathan Van Hooydonck \| BMC Racing Team \| + 0 s \| \| |                      |                            |                 |
| |                      |                            |                 |
| |                      |                            |                 |
| Clasificación de la etapa |                      |                            |                 |
| Ciclista | Ciclista             | Equipo                     | Tiempo          |
| 1.º | Sonny Colbrelli      | Bahrain-Merida             | 3 h 40 min 50 s |
| 2.º | Magnus Cort          | Astana                     | + 0 s           |
| 3.º | Timo Roosen          | LottoNL-Jumbo              | + 0 s           |
| 4.º | Alexander Kristoff   | UAE Team Emirates          | + 0 s           |
| 5.º | Giacomo Nizzolo      | Trek-Segafredo             | + 0 s           |
| 6.º | Elia Viviani         | Quick-Step Floors          | + 0 s           |
| 7.º | Tom Bohli            | BMC Racing Team            | + 0 s           |
| 8.º | Nacer Bouhanni       | Cofidis, Solutions Crédits | + 0 s           |
| 9.º | Loïc Vliegen         | BMC Racing Team            | + 0 s           |
| 10.º | Nathan Van Hooydonck | BMC Racing Team            | + 0 s           |

| \| Clasificación general \| Clasificación general \| Clasificación general \| Clasificación general \| Clasificación general \| \| Ciclista \| Ciclista \| Equipo \| Tiempo \| \| \| --------------------- \| --------------------- \| -------------------------- \| --------------------- \| --------------------- \| \| 1.º \| Elia Viviani \| Quick-Step Floors \| 16 h 00 min 28 s \| \| \| 2.º \| Magnus Cort \| Astana \| + 2 s \| \| \| 3.º \| Sonny Colbrelli \| Bahrain-Merida \| + 4 s \| \| \| 4.º \| Nathan Van Hooydonck \| BMC Racing Team \| + 7 s \| \| \| 5.º \| Nacer Bouhanni \| Cofidis, Solutions Crédits \| + 8 s \| \| \| 6.º \| Loïc Vliegen \| BMC Racing Team \| + 8 s \| \| \| 7.º \| Timo Roosen \| LottoNL-Jumbo \| + 10 s \| \| \| 8.º \| Alexander Kristoff \| UAE Team Emirates \| + 14 s \| \| \| 9.º \| Jean-Pierre Drucker \| BMC Racing Team \| + 14 s \| \| \| 10.º \| Dylan Teuns \| BMC Racing Team \| + 14 s \| \| |                      |                            |                  |
| |                      |                            |                  |
| |                      |                            |                  |
| Clasificación general |                      |                            |                  |
| Ciclista | Ciclista             | Equipo                     | Tiempo           |
| 1.º | Elia Viviani         | Quick-Step Floors          | 16 h 00 min 28 s |
| 2.º | Magnus Cort          | Astana                     | + 2 s            |
| 3.º | Sonny Colbrelli      | Bahrain-Merida             | + 4 s            |
| 4.º | Nathan Van Hooydonck | BMC Racing Team            | + 7 s            |
| 5.º | Nacer Bouhanni       | Cofidis, Solutions Crédits | + 8 s            |
| 6.º | Loïc Vliegen         | BMC Racing Team            | + 8 s            |
| 7.º | Timo Roosen          | LottoNL-Jumbo              | + 10 s           |
| 8.º | Alexander Kristoff   | UAE Team Emirates          | + 14 s           |
| 9.º | Jean-Pierre Drucker  | BMC Racing Team            | + 14 s           |
| 10.º | Dylan Teuns          | BMC Racing Team            | + 14 s           |

### 5.ª etapa
| Dubái - Dubái | etapa llana | (132 km) |

| \| Clasificación de la etapa \| Clasificación de la etapa \| Clasificación de la etapa \| Clasificación de la etapa \| Clasificación de la etapa \| \| Ciclista \| Ciclista \| Equipo \| Tiempo \| \| \| ------------------------- \| ------------------------- \| ------------------------- \| ------------------------- \| ------------------------- \| \| 1.º \| Elia Viviani \| Quick-Step Floors \| 3 h 05 min 28 s \| \| \| 2.º \| Marco Haller \| Katusha-Alpecin \| + 0 s \| \| \| 3.º \| Adam Blythe \| Aqua Blue Sport \| + 0 s \| \| \| 4.º \| Jean-Pierre Drucker \| BMC Racing Team \| + 0 s \| \| \| 5.º \| Rick Zabel \| Katusha-Alpecin \| + 0 s \| \| \| 6.º \| Marcel Kittel \| Katusha-Alpecin \| + 0 s \| \| \| 7.º \| Sonny Colbrelli \| Bahrain-Merida \| + 0 s \| \| \| 8.º \| Magnus Cort \| Astana \| + 0 s \| \| \| 9.º \| Andrea Peron \| Team Novo Nordisk \| + 0 s \| \| \| 10.º \| Fabio Sabatini \| Quick-Step Floors \| + 0 s \| \| |                     |                   |                 |
| |                     |                   |                 |
| |                     |                   |                 |
| Clasificación de la etapa |                     |                   |                 |
| Ciclista | Ciclista            | Equipo            | Tiempo          |
| 1.º | Elia Viviani        | Quick-Step Floors | 3 h 05 min 28 s |
| 2.º | Marco Haller        | Katusha-Alpecin   | + 0 s           |
| 3.º | Adam Blythe         | Aqua Blue Sport   | + 0 s           |
| 4.º | Jean-Pierre Drucker | BMC Racing Team   | + 0 s           |
| 5.º | Rick Zabel          | Katusha-Alpecin   | + 0 s           |
| 6.º | Marcel Kittel       | Katusha-Alpecin   | + 0 s           |
| 7.º | Sonny Colbrelli     | Bahrain-Merida    | + 0 s           |
| 8.º | Magnus Cort         | Astana            | + 0 s           |
| 9.º | Andrea Peron        | Team Novo Nordisk | + 0 s           |
| 10.º | Fabio Sabatini      | Quick-Step Floors | + 0 s           |

## Clasificaciones finales
- Las clasificaciones finalizaron de la siguiente forma:[5]

### Clasificación general
| \| Clasificación general \| Clasificación general \| Clasificación general \| Clasificación general \| Clasificación general \| \| Ciclista \| Ciclista \| Equipo \| Tiempo \| \| \| --------------------- \| --------------------- \| -------------------------- \| --------------------- \| --------------------- \| \| 1.º \| Elia Viviani \| Quick-Step Floors \| 19 h 05 min 46 s \| \| \| 2.º \| Magnus Cort \| Astana \| + 12 s \| \| \| 3.º \| Sonny Colbrelli \| Bahrain-Merida \| + 14 s \| \| \| 4.º \| Nathan Van Hooydonck \| BMC Racing Team \| + 17 s \| \| \| 5.º \| Loïc Vliegen \| BMC Racing Team \| + 18 s \| \| \| 6.º \| Nacer Bouhanni \| Cofidis, Solutions Crédits \| + 18 s \| \| \| 7.º \| Timo Roosen \| LottoNL-Jumbo \| + 20 s \| \| \| 8.º \| Jean-Pierre Drucker \| BMC Racing Team \| + 24 s \| \| \| 9.º \| Alexander Kristoff \| UAE Team Emirates \| + 24 s \| \| \| 10.º \| Rick Zabel \| Katusha-Alpecin \| + 24 s \| \| |                      |                            |                  |
| |                      |                            |                  |
| Fuente: ProCyclingStats |                      |                            |                  |
| Clasificación general |                      |                            |                  |
| Ciclista | Ciclista             | Equipo                     | Tiempo           |
| 1.º | Elia Viviani         | Quick-Step Floors          | 19 h 05 min 46 s |
| 2.º | Magnus Cort          | Astana                     | + 12 s           |
| 3.º | Sonny Colbrelli      | Bahrain-Merida             | + 14 s           |
| 4.º | Nathan Van Hooydonck | BMC Racing Team            | + 17 s           |
| 5.º | Loïc Vliegen         | BMC Racing Team            | + 18 s           |
| 6.º | Nacer Bouhanni       | Cofidis, Solutions Crédits | + 18 s           |
| 7.º | Timo Roosen          | LottoNL-Jumbo              | + 20 s           |
| 8.º | Jean-Pierre Drucker  | BMC Racing Team            | + 24 s           |
| 9.º | Alexander Kristoff   | UAE Team Emirates          | + 24 s           |
| 10.º | Rick Zabel           | Katusha-Alpecin            | + 24 s           |

### Clasificación de los puntos
| Clasificación por puntos | Clasificación por puntos | Clasificación por puntos   | Clasificación por puntos | Clasificación por puntos |
| Ciclista                 | Ciclista                 | Equipo                     | Puntos                   |                          |
| ------------------------ | ------------------------ | -------------------------- | ------------------------ | ------------------------ |
| 1.º                      | Elia Viviani             | Quick-Step Floors          | 71 pts                   |                          |
| 2.º                      | Magnus Cort              | Astana                     | 43 pts                   |                          |
| 3.º                      | Dylan Groenewegen        | LottoNL-Jumbo              | 42 pts                   |                          |
| 4.º                      | Sonny Colbrelli          | Bahrain-Merida             | 40 pts                   |                          |
| 5.º                      | Mark Cavendish           | Dimension Data             | 33 pts                   |                          |
| 6.º                      | Nacer Bouhanni           | Cofidis, Solutions Crédits | 25 pts                   |                          |
| 7.º                      | Alexander Kristoff       | UAE Team Emirates          | 24 pts                   |                          |
| 8.º                      | Adam Blythe              | Aqua Blue Sport            | 20 pts                   |                          |
| 9.º                      | Marcel Kittel            | Katusha-Alpecin            | 16 pts                   |                          |
| 10.º                     | Marco Haller             | Katusha-Alpecin            | 16 pts                   |                          |

### Clasificación de los jóvenes
| Clasificación del mejor joven | Clasificación del mejor joven | Clasificación del mejor joven | Clasificación del mejor joven | Clasificación del mejor joven |
| Ciclista                      | Ciclista                      | Equipo                        | Tiempo                        |                               |
| ----------------------------- | ----------------------------- | ----------------------------- | ----------------------------- | ----------------------------- |
| 1.º                           | Magnus Cort                   | Astana                        | 19 h 05 min 58 s              |                               |
| 2.º                           | Nathan Van Hooydonck          | BMC Racing Team               | + 5 s                         |                               |
| 3.º                           | Loïc Vliegen                  | BMC Racing Team               | + 6 s                         |                               |
| 4.º                           | Timo Roosen                   | LottoNL-Jumbo                 | + 8 s                         |                               |
| 5.º                           | Rick Zabel                    | Katusha-Alpecin               | + 12 s                        |                               |
| 6.º                           | Brandon McNulty               | Rally Cycling                 | + 22 s                        |                               |
| 7.º                           | Amund Grøndahl Jansen         | LottoNL-Jumbo                 | + 59 s                        |                               |
| 8.º                           | Bieken Nazaerbieke            | Mitchelton-BikeExchange       | + 2 min 23 s                  |                               |
| 9.º                           | Nils Politt                   | Katusha-Alpecin               | + 2 min 23 s                  |                               |
| 10.º                          | Samuel Jenner                 | Mitchelton-BikeExchange       | + 3 min 11 s                  |                               |

## Evolución de las clasificaciones
| Etapa (Vencedor)              | Clasificación general | Clasificación por puntos | Clasificación de las metas volantes | Clasificación de los jóvenes |
| ----------------------------- | --------------------- | ------------------------ | ----------------------------------- | ---------------------------- |
| 1.ª etapa (Dylan Groenewegen) | Dylan Groenewegen     | Dylan Groenewegen        | Daniel Teklehaimanot                | Dylan Groenewegen            |
| 2.ª etapa (Elia Viviani)      | Dylan Groenewegen     | Dylan Groenewegen        | Nathan Van Hooydonck                | Dylan Groenewegen            |
| 3.ª etapa (Mark Cavendish)    | Elia Viviani          | Dylan Groenewegen        | Nathan Van Hooydonck                | Nathan Van Hooydonck         |
| 4.ª etapa (Sonny Colbrelli)   | Elia Viviani          | Elia Viviani             | Nathan Van Hooydonck                | Magnus Cort                  |
| 5.ª etapa (Elia Viviani)      | Elia Viviani          | Elia Viviani             | Quentin Valognes                    | Magnus Cort                  |
| Final                         | Elia Viviani          | Elia Viviani             | Quentin Valognes                    | Magnus Cort                  |

## UCI World Ranking
El Tour de Dubai otorga puntos para el UCI Asia Tour 2018 y el UCI World Ranking, este último para corredores de los equipos en las categorías UCI WorldTeam, Profesional Continental y Equipos Continentales. Las siguientes tablas son el baremo de puntuación y los corredores que obtuvieron puntos:
| Posición              | 1.º | 2.º | 3.º | 4.º | 5.º | 6.º | 7.º | 8.º | 9.º | 10.º | 11.º | 12.º | 13.º | 14.º | 15.º | 16.º-30.º | 31.º-40.º |
| Clasificación general | 200 | 150 | 125 | 100 | 85  | 70  | 60  | 50  | 40  | 35   | 30   | 25   | 20   | 15   | 10   | 5         | 3         |
| Por etapa             | 20  | 10  | 5   |     |     |     |     |     |     |      |      |      |      |      |      |           |           |
| Líder                 | 5   |     |     |     |     |     |     |     |     |      |      |      |      |      |      |           |           |

| Clasificación | Clasificación        | Clasificación              | Clasificación | Clasificación | Clasificación | Clasificación |
| Posición      | Ciclista             | Equipo                     | General       | Etapa         | Líder         | Total         |
| ------------- | -------------------- | -------------------------- | ------------- | ------------- | ------------- | ------------- |
| 1.º           | Elia Viviani         | Quick-Step Floors          | 200           | 45            | 10            | 255           |
| 2.º           | Magnus Cort          | Astana                     | 150           | 20            | -             | 170           |
| 3.º           | Sonny Colbrelli      | Bahrain Merida             | 125           | 20            | -             | 145           |
| 4.º           | Nathan Van Hooydonck | BMC Racing                 | 100           | -             | -             | 100           |
| 5.º           | Loïc Vliegen         | BMC Racing                 | 85            | -             | -             | 85            |
| 6.º           | Nacer Bouhanni       | Cofidis, Solutions Crédits | 70            | 10            | -             | 80            |
| 7.º           | Timo Roosen          | LottoNL-Jumbo              | 60            | 5             | -             | 65            |
| 8.º           | Jean-Pierre Drucker  | BMC Racing                 | 50            | -             | -             | 50            |
| 9.º           | Mark Cavendish       | Dimension Data             | 25            | 20            | -             | 45            |
| 10.º          | Alexander Kristoff   | UAE Emirates               | 40            | -             | -             | 40            |